# Alexandre Schoenewerk
Pierre Alexandre Schoenewerk noto come Alexandre Schoenewerk (Parigi, 18 febbraio 1820 – Parigi, 22 luglio 1885) è stato uno scultore francese.

## Biografia
Il figlio di un sarto, Pedro Alejandro Schoenewerk fu allievo di David d'Angers.  Nei concorsi parigini ricevette una medaglia di classe 3° nel Salone di Parigi del 1845 e una medaglia di 1ª classe nel Salone di Parigi del 1861 Schoenewerk fu insegnante di Eugène-Louis Lequesne e Henri Allouard.
Nel 1873 venne nominato cavaliere nel Legion d'Onore. 
Schoenewerk morì suicida nel 1885 per disperazione per il fallimento della sua Salomè che non era riuscita ad impressionare il Salone.
La tomba di Tombe Alexandre Schoenewerk è nel cimitero di Montparnasse nella divisione 17 . La tomba è ornata con un suo ritratto ad opera dallo scultore William-Henri Pecou (1854-ca.1920)

## Opere
- Bacante
- La Jeune Tarentine
- Europe
- Bañista,
- Andrómeda, bronzo
- Relieve de la Jurisprudencia (1873)
- Au matin, 1879
- Busto de David d'Angers
- Busto de Edme Bouchardon (1698-1762)
- L'Enlèvement de Déjanire par le centaure Nessus

## Galleria d'immagini

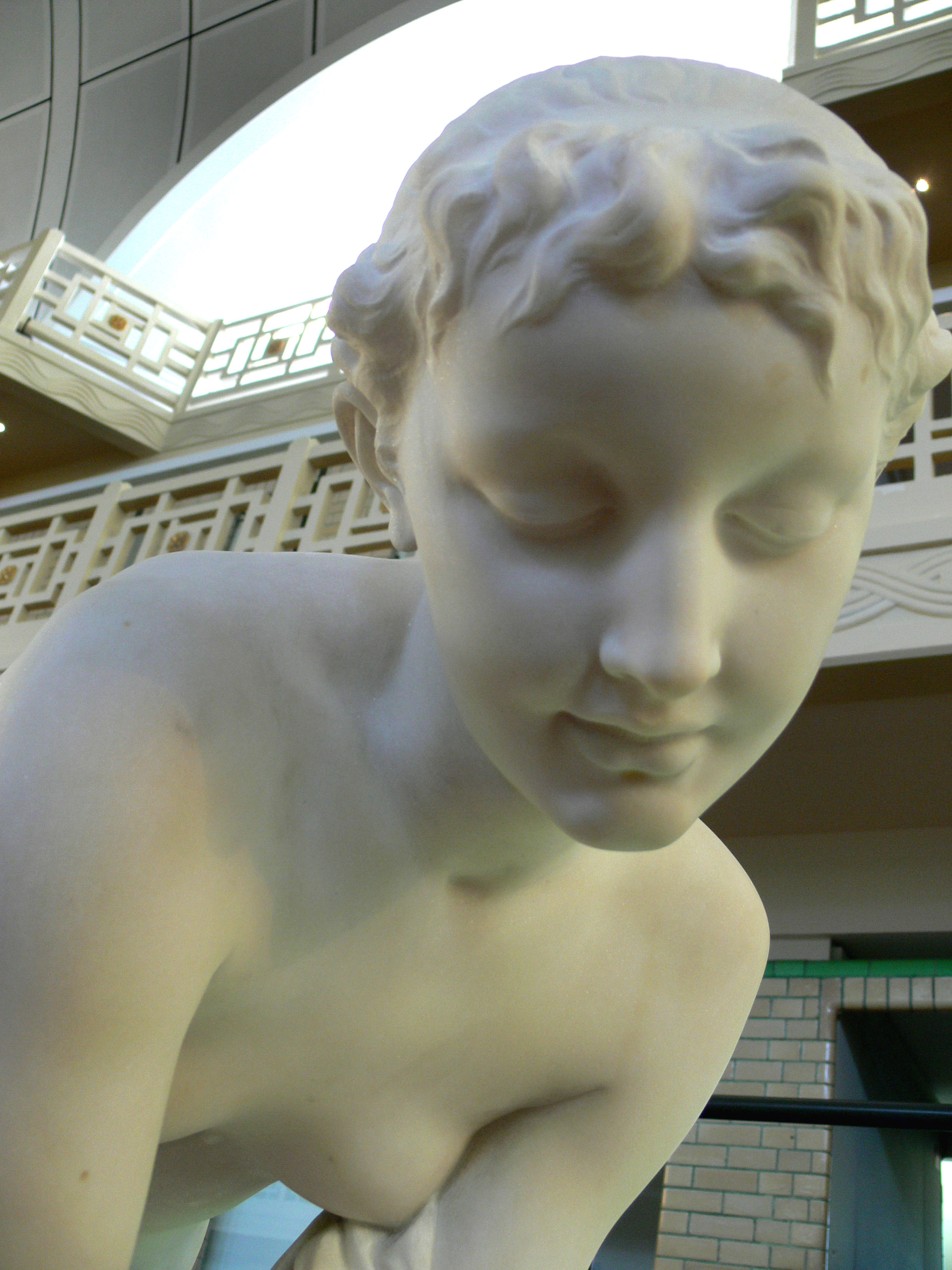
Détail de la Jeune fille à la fontaine, marbre, La Piscine, Musée d'Art et d'Industrie, Roubaix
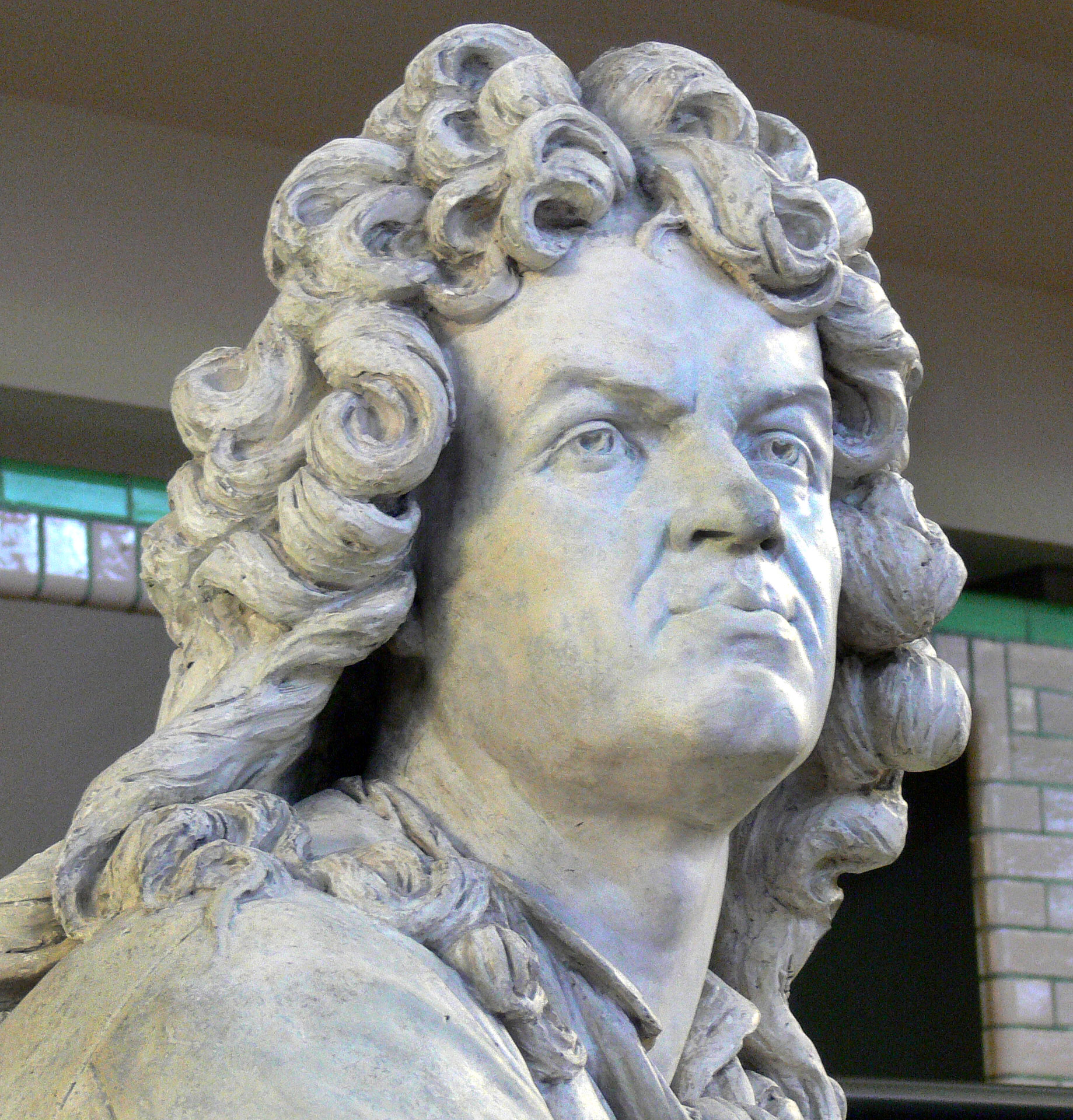
Détail de Jean-Baptiste Lully (1874),plâtre, La Piscine, Musée d'Art et d'Industrie, Roubaix
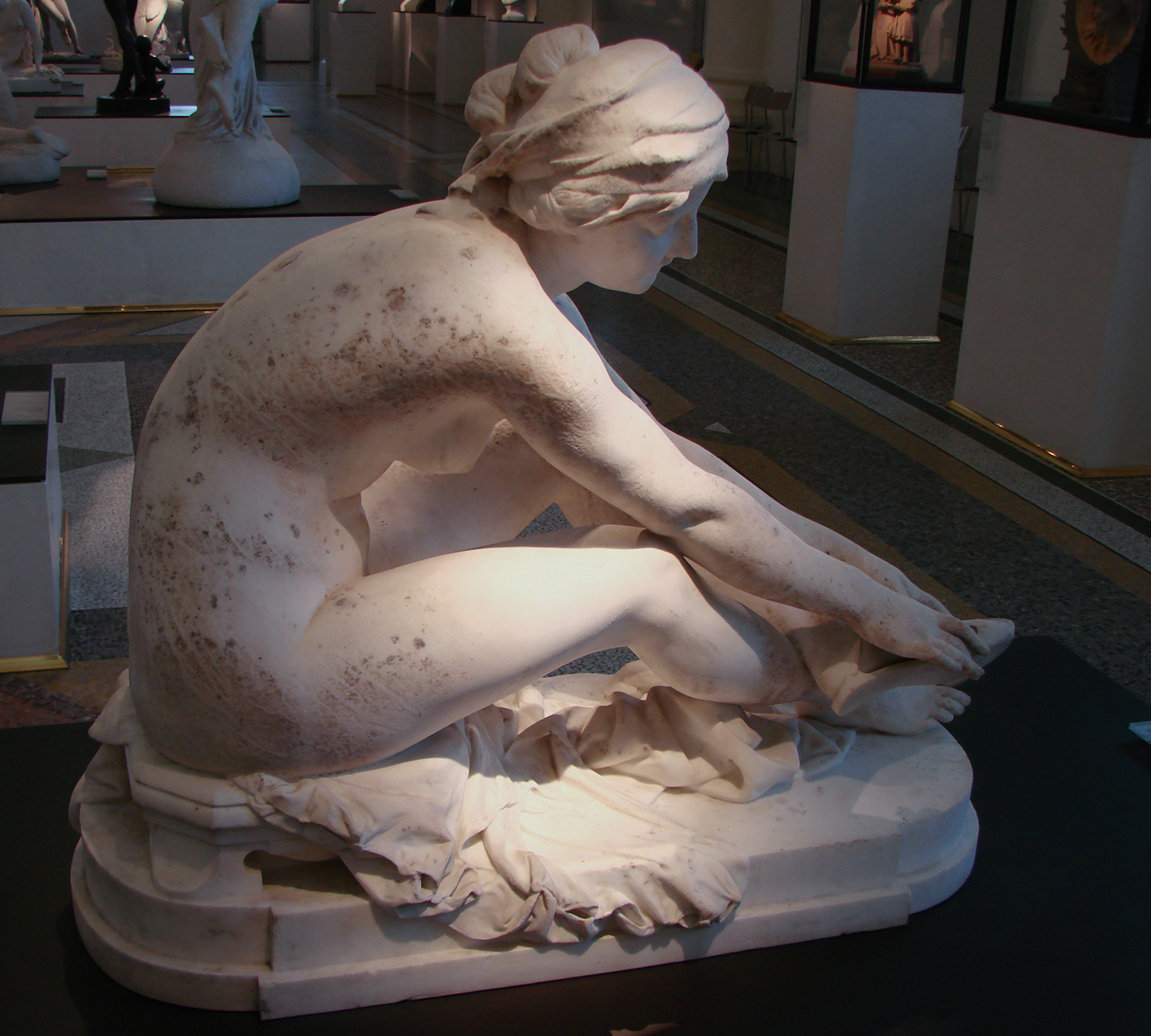
Au matin (1879), marbre, musée de Picardie a Amiens
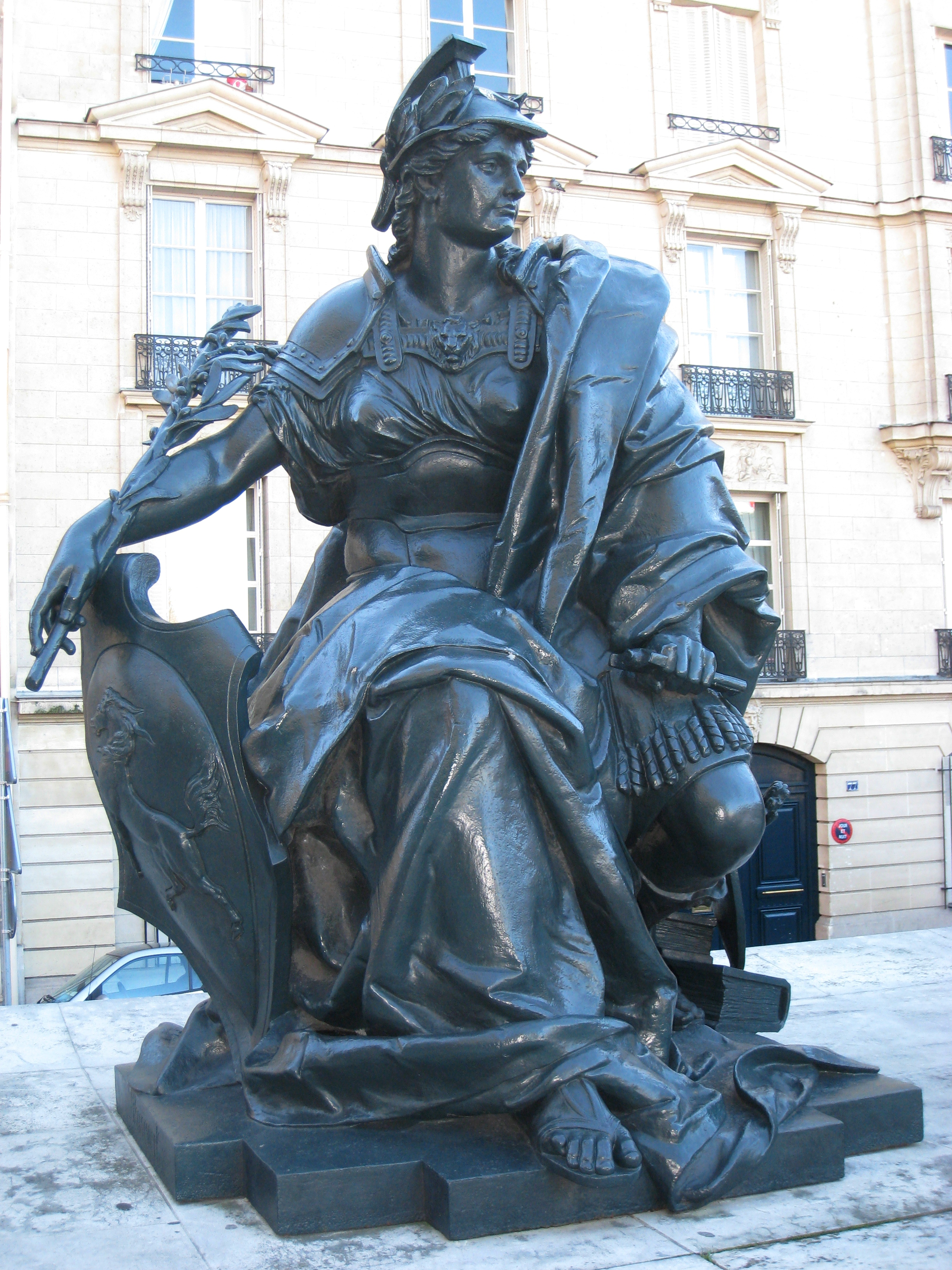
L'Europe (1878), parvis du musée d'Orsay